# Spilosoma yemenensis
Spilosoma yemenensis là một loài bướm đêm thuộc phân họ Arctiinae, họ Erebidae.